# 北緯13度線
北緯13度線（ほくい13どせん）は、地球の赤道面より北に地理緯度にして13度の角度を成す緯線。アフリカ、アジア、インド洋、太平洋、中央アメリカ、カリブ海、大西洋を通過する。
この緯度の下では、夏至点時の可照時間は12時間53分で、冬至点時は11時間22分である。

## 通過する地域一覧
北緯13度線は、本初子午線から東に向かって以下の場所を通っている。
| 地理座標                                               | 国土・領土・領海                 | 備考 |
| ------------------------------------------------------ | -------------------------------- | --- |
| 北緯13度0分 東経0度0分 / 北緯13.000度 東経0.000度      | ブルキナファソ                   | |
| 北緯13度0分 東経1度7分 / 北緯13.000度 東経1.117度      | ニジェール                       | |
| 北緯13度0分 東経4度6分 / 北緯13.000度 東経4.100度      | ナイジェリア                     | |
| 北緯13度0分 東経6度55分 / 北緯13.000度 東経6.917度     | ニジェール                       | 約14km                                                                                                   |
| 北緯13度0分 東経7度3分 / 北緯13.000度 東経7.050度      | ナイジェリア                     | |
| 北緯13度0分 東経8度36分 / 北緯13.000度 東経8.600度     | ニジェール                       | |
| 北緯13度0分 東経9度50分 / 北緯13.000度 東経9.833度     | ナイジェリア                     | |
| 北緯13度0分 東経13度48分 / 北緯13.000度 東経13.800度   | チャド湖                         | カメルーンの領水を通過                                                                                   |
| 北緯13度0分 東経15度10分 / 北緯13.000度 東経15.167度   | チャド                           | |
| 北緯13度0分 東経21度54分 / 北緯13.000度 東経21.900度   | スーダン                         | |
| 北緯13度0分 東経36度10分 / 北緯13.000度 東経36.167度   | エチオピア                       | |
| 北緯13度0分 東経41度53分 / 北緯13.000度 東経41.883度   | エリトリア                       | |
| 北緯13度0分 東経42度44分 / 北緯13.000度 東経42.733度   | 紅海                             | |
| 北緯13度0分 東経43度23分 / 北緯13.000度 東経43.383度   | イエメン                         | |
| 北緯13度0分 東経45度10分 / 北緯13.000度 東経45.167度   | インド洋                         | アデン湾 アラビア海                                                                                      |
| 北緯13度0分 東経74度47分 / 北緯13.000度 東経74.783度   | インド                           | カルナータカ州 - バンガロールを通過 アーンドラ・プラデーシュ州 タミル・ナードゥ州 - チェンナイ南部を通過 |
| 北緯13度0分 東経80度16分 / 北緯13.000度 東経80.267度   | インド洋                         | ベンガル湾 - インド・インタビュー島（英語版）の北を通過                                                  |
| 北緯13度0分 東経92度49分 / 北緯13.000度 東経92.817度   | インド                           | アンダマン・ニコバル諸島 - 北アンダマン島                                                                |
| 北緯13度0分 東経92度57分 / 北緯13.000度 東経92.950度   | インド洋                         | アンダマン海                                                                                             |
| 北緯13度0分 東経98度17分 / 北緯13.000度 東経98.283度   | ミャンマー                       | マリ島（英語版）                                                                                         |
| 北緯13度0分 東経98度18分 / 北緯13.000度 東経98.300度   | インド洋                         | アンダマン海                                                                                             |
| 北緯13度0分 東経98度36分 / 北緯13.000度 東経98.600度   | ミャンマー                       | |
| 北緯13度0分 東経99度11分 / 北緯13.000度 東経99.183度   | タイ                             | |
| 北緯13度0分 東経100度4分 / 北緯13.000度 東経100.067度  | バンコク湾                       | |
| 北緯13度0分 東経100度56分 / 北緯13.000度 東経100.933度 | タイ                             | |
| 北緯13度0分 東経102度32分 / 北緯13.000度 東経102.533度 | カンボジア                       | トンレサップ湖を通過                                                                                     |
| 北緯13度0分 東経107度30分 / 北緯13.000度 東経107.500度 | ベトナム                         | |
| 北緯13度0分 東経109度23分 / 北緯13.000度 東経109.383度 | 南シナ海                         | |
| 北緯13度0分 東経120度46分 / 北緯13.000度 東経120.767度 | フィリピン                       | ミンドロ島                                                                                               |
| 北緯13度0分 東経121度29分 / 北緯13.000度 東経121.483度 | タブラス海峡（英語版）           | フィリピン・マエストロ・デ・カンポ島の北を通過                                                           |
| 北緯13度0分 東経122度0分 / 北緯13.000度 東経122.000度  | シブヤン海                       | フィリピン・バントン島（英語版）の北を通過                                                               |
| 北緯13度0分 東経123度1分 / 北緯13.000度 東経123.017度  | フィリピン                       | ブリアス島                                                                                               |
| 北緯13度0分 東経123度8分 / 北緯13.000度 東経123.133度  | ブリアス海峡                     | |
| 北緯13度0分 東経123度28分 / 北緯13.000度 東経123.467度 | フィリピン                       | ルソン島                                                                                                 |
| 北緯13度0分 東経124度9分 / 北緯13.000度 東経124.150度  | 太平洋                           | グアムの南を通過                                                                                         |
| 北緯13度0分 西経87度38分 / 北緯13.000度 西経87.633度   | ニカラグア                       | コシグイーナ山を通過                                                                                     |
| 北緯13度0分 西経87度30分 / 北緯13.000度 西経87.500度   | 太平洋                           | フォンセカ湾                                                                                             |
| 北緯13度0分 西経87度19分 / 北緯13.000度 西経87.317度   | ホンジュラス                     | ホンジュラスの最南端を通過                                                                               |
| 北緯13度0分 西経87度1分 / 北緯13.000度 西経87.017度    | ニカラグア                       | |
| 北緯13度0分 西経83度32分 / 北緯13.000度 西経83.533度   | カリブ海                         | |
| 北緯13度0分 西経61度15分 / 北緯13.000度 西経61.250度   | セントビンセント・グレナディーン | ベキア島                                                                                                 |
| 北緯13度0分 西経61度13分 / 北緯13.000度 西経61.217度   | 大西洋                           | バルバドスの南を通過                                                                                     |
| 北緯13度0分 西経16度45分 / 北緯13.000度 西経16.750度   | セネガル                         | |
| 北緯13度0分 西経11度25分 / 北緯13.000度 西経11.417度   | マリ                             | |
| 北緯13度0分 西経4度16分 / 北緯13.000度 西経4.267度     | ブルキナファソ                   | |